# Cyril P. Callister
Cyril Percy Callister (16 de febrero de 1893 – 5 de octubre de 1949) fue un químico y científico alimentario australiano famoso por desarrollar el vegemite, una levadura untable.

## Vida

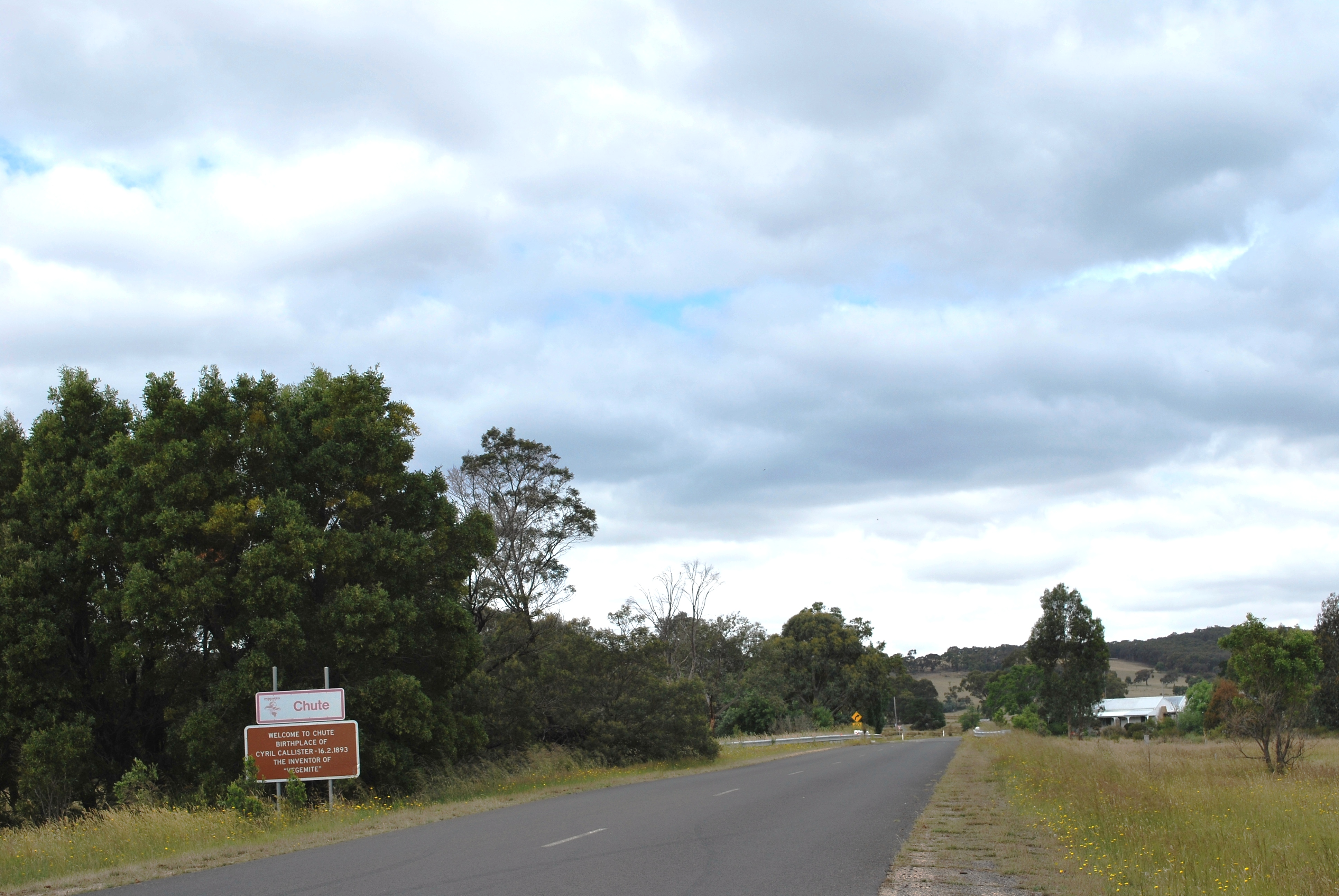
Cartel conmemorativo de su lugar de nacimiento

Fue hijo de un profesor y maestro de estudios y uno de nueve hermanos. Asistió a la Escuela de Minas Ballarat y ganó una beca para la Universidad de Melbourne. donde obtuvo un grado en Ciencias en 1914 y una maestría en Ciencias en 1917. A comienzos de 1915, Callister estaba empleado por fabricante alimentario Lewis & Whitty, pero a finales de ese mismo año se alistó en Fuerza Imperial australiana. Después de que 53 días, pese a todo, fue retirado del servicio activo por orden del Ministro de Defensa y asignado a municiones, haciendo explosivos en Gran Bretaña. Siguiendo el fin de la Primera Guerra Mundial, se casó con la escocesa Katherine Hope Mundell y regresó a Australia y a su trabajo en Lewis & Whitty en 1919.

## Carrera profesional
A comienzos de la década de 1920, Callister trabajaba para Fred Walker en el desarrollo de un extracto de levadura, al haberse interrumpido las importaciones de marmite desde el Reino Unido tras la Primera Guerra Mundial. Experimentó con levadura e independientemente desarrolló lo que vino a llamarse Vegemite, inicialmente comercializado por Fred Walker & Co en 1923.
Trabajando en los detalles de una patente de James L. Kraft, Callister logró producir queso procesado. La Compañía Walker negoció los derechos para fabricar el producto y en 1926 estableció la Kraft Walker Cheese Company. Callister fue nombrado científico jefe y superintendente de producción de la nueva compañía.

## Hijos
Entre 1919 y 1927 tuvo 3 niños (dos chicos y una chica) llamados Ian, Bill y Jean. Fueron los niños originales del vegemite. Ian falleció durante Segunda Guerra Mundial.

## Últimos años
Callister obtuvo un Doctorado por la Universidad de Melbourne en 1931, en gran parte publicando científicamente su trabajo en el desarrollo del Vegemite.
Fue un miembro prominente del Real Instituto Químico Australiano, ayudándolo a conseguir una Carta Real en 1931.
Callister murió en 1949 de un ataque de corazón y está enterrado en el  Cementerio de Box Hill. Su nieto Jamie Callister, publicó una biografía de Callister titulada El Hombre que inventó el Vegemite en 2012.
Callister es también el tío abuelo de Kent Callister, un profesional del snowboard que participó en las olimpiadas de invierno representando a Australia.